# John Inglis Chrystall
John Inglis Chrystall, britanski general, * 1887, † 1960.